# Miss Universe 2011
A Miss Universe 2011 a 60. versenye a Miss Universe nemzetközi szépségversenynek. Döntőjét 2011. szeptember 12-én rendezték meg Brazíliában, São Paulóban. A győztes az angolai Leila Lopes lett, személyében Angola először nyerte meg a versenyt.
A 2011-es versenyre rekordszámú, 89 ország nevezése érkezett be. Ebben az évben a középdöntősök kiválasztásában új módszert alkalmaznak, mivel az egyik középdöntőst az interneten szavazók választhatják ki.

## Helyszín

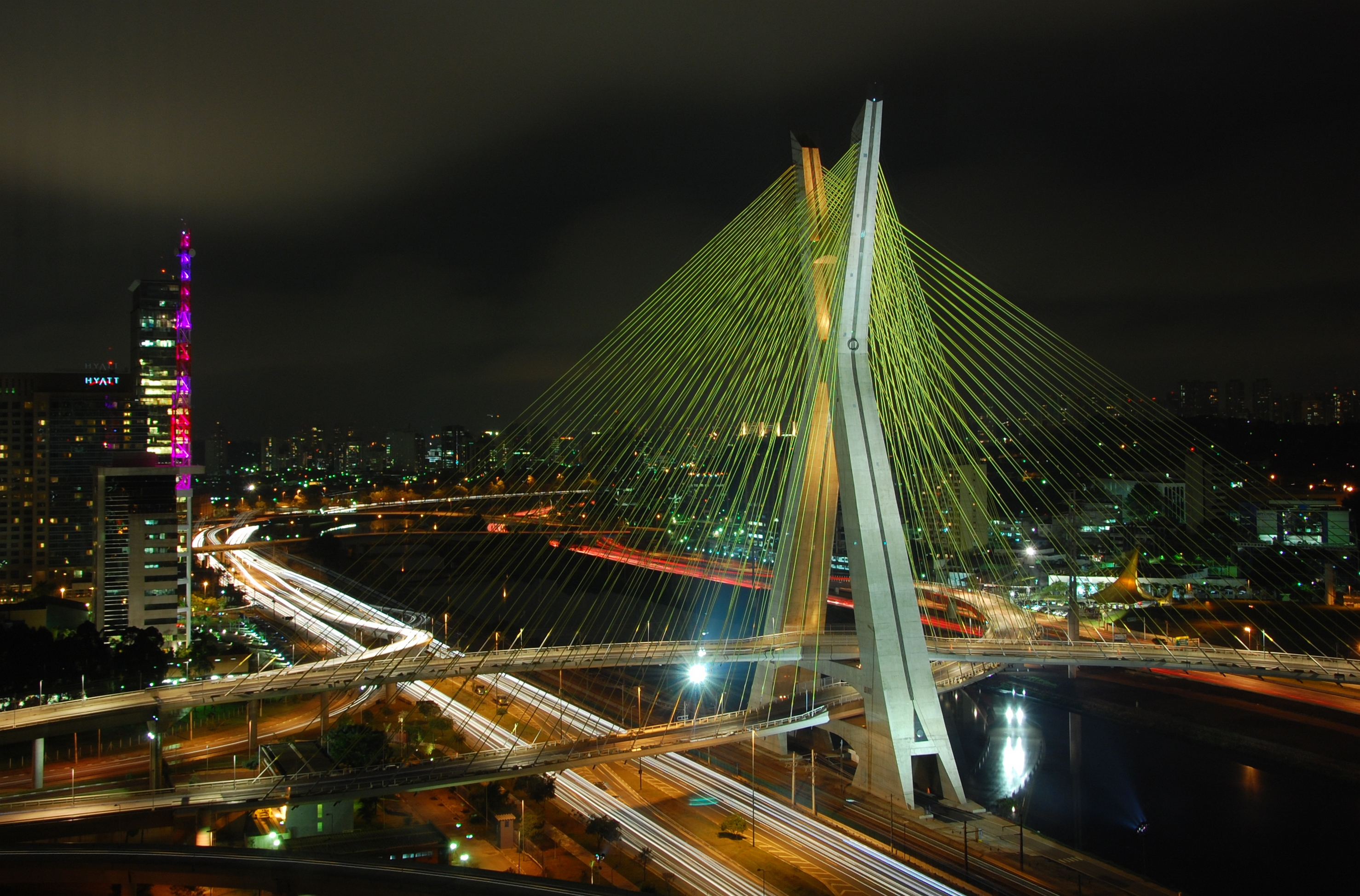
A verseny helyszíne: São Paulo

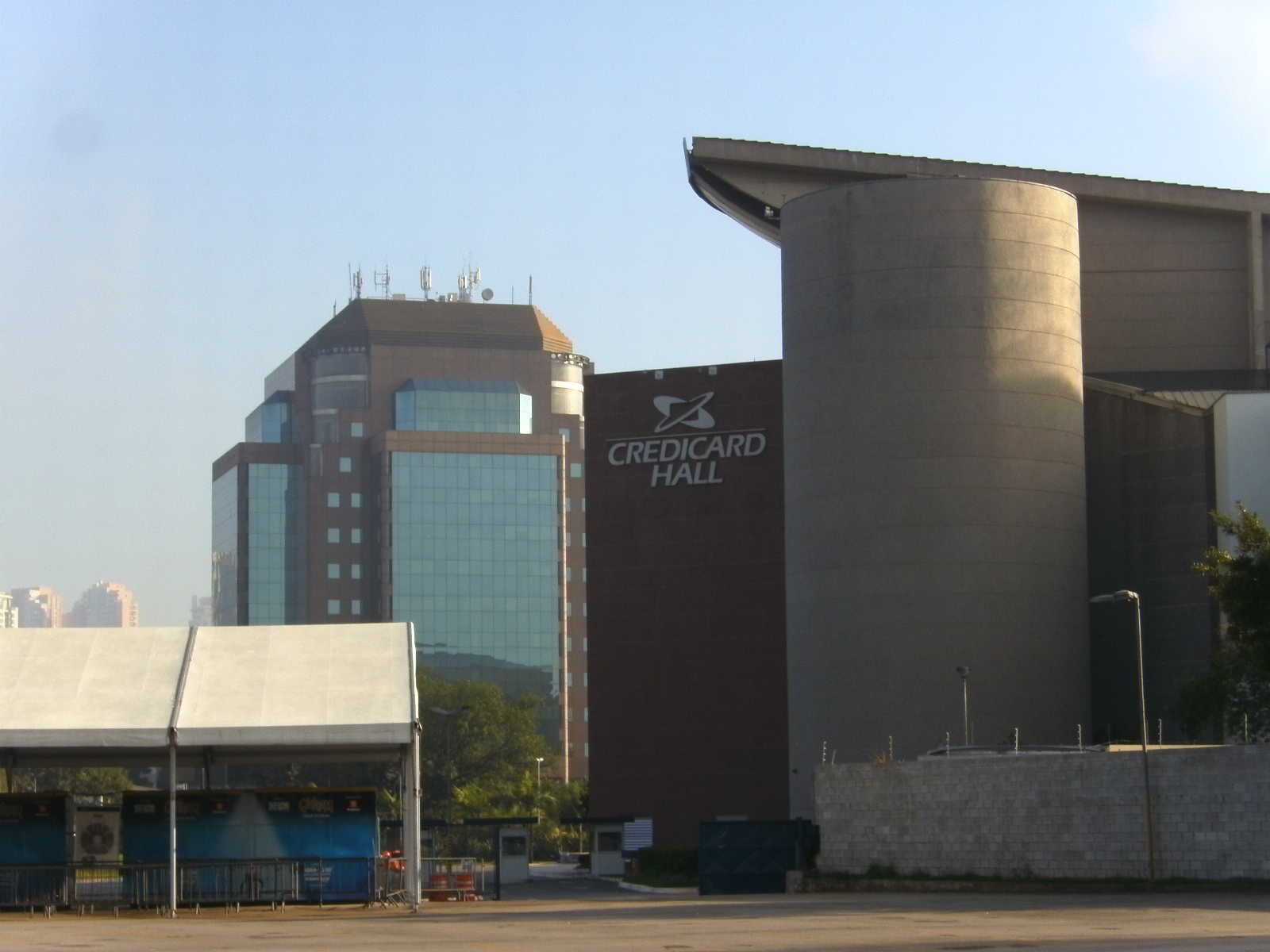
A Credicard Hall, a döntőnek otthont adó aréna.

Az előzetes hírek arról szóltak, hogy a vietnámi Nha Trangban fogják megrendezni a döntőt, de 2010. december 16-án hivatalosan bejelentették, hogy a 2011. évi, 60. Miss Universe versenyt Brazília rendezi, São Paulóban, szeptember 12-én. A döntőnek otthont adó Credicard Hall 5000 ülő vagy 7500 álló néző befogadására képes. A verseny brazíliai társszervezője a Grupo Bandeirantes de Comunicacao médiacég.

## Közvetítés
A döntőt élőben fogja közvetíteni a verseny társtulajdonosa, az NBC tévétársaság, míg szimultán, spanyol nyelvű közvetítést ad a Telemundo csatorna. A show műsorvezetői Natalie Morales és Andy Cohen lesznek.

## A verseny lebonyolítása
A Miss Universe 2011 verseny augusztus 21-én kezdődött a versenyzők első csoportjának érkezésével, és szeptember 12-én ér véget a döntő élő közvetítésével.
A verseny menete szerint a résztvevők augusztus 21-23-án érkeztek meg Brazíliába, São Paulóba. Lakhelyük a verseny ideje alatt a Hilton Sao Paulo Morumbi hotel, mely a város központjától délkeletre, 40 percnyi autóútra található. A Miss Universe döntő előtti Előválogatót (Preliminary competition vagy Presentation show) szeptember 8-án rendezték meg. Az Előválogatón minden versenyző felvonult a zsűri előtt fürdőruhában és estélyi ruhában, valamint személyes interjún vett részt, még szeptember 6-án és 7-én. Az ezekben a fordulókban szerzett pontszámok alapján dőlt el, hogy ki az a tizenöt továbbjutó, akiknek a nevét a szeptember 12-i döntőn hirdetik ki. Hozzájuk csatlakozik 16. továbbjutóként a verseny honlapján szavazók ítélete alapján még egy versenyző.
A döntőn a 16 továbbjutó újra felvonul fürdőruhában és estélyi ruhában. Az első kör után 6 versenyző, a második után 5 versenyző kiesik, így az utolsó fordulóra, az interjúra öten jutnak már csak tovább. Az interjúk után a zsűri meghozza döntését, és kihirdetik a helyezetteket, valamint a Miss Universe 2011 cím tulajdonosát. A hagyományok szerint a döntő után a győztes és a helyezettek tiszteletére - az összes versenyző valamint szponzorok és egyéb meghívottak részvételével - partit adnak (Coronation ball).
A Miss Universe versenyen már a kezdetektől szokásos National Costume Competition versenyt, azaz a versenyzők által a hazájukban honos nemzeti viseletek bemutatóját és a National Costume Award díjat ebben az évben nem adják át, de a versenyzők nemzeti viselet-bemutatóját rögzítik, és a nézők a döntő alatt felvételről megtekinthetik.

### A középdöntősök kiválasztása
A szeptember 8-án rendezett Előválogatón választották ki a 89 versenyzőből a továbbjutó 15 legjobbat. Az előválogatón a versenyzőknek fürdőruhában és estélyi ruhában kellett felvonulniuk, valamint interjún vesznek részt. A 16. továbbjutót az interneten szavazók juttathatják be a középdöntőbe. Ez a lehetőség ettől az évtől elérhető a nézők számára. A szavazásban bárki részt vehet, aki internetkapcsolattal rendelkezik, elmúlt 16 éves, és aki olyan ország állampolgára, vagy olyan ország területén tartózkodik, amely ország a versenyben részt vesz, feltéve.
A szavazatokat 2011. augusztus 19-től 2011. szeptember 11-ig lehet leadni a verseny hivatalos honlapján, vagy a verseny tulajdonosának és élő közvetítőjének, az NBC televíziótársaságnak a honlapján. A szavazat leadása az szavazó e-mail-címének megadása után lehetséges.
A szavazás során bármely versenyzőre, akár többre is lehet szavazni, 1-10-ig terjedő pontszámok megadásával. A verseny szervezői ezen pontszámokat átlagolva és a szavazó országonként súlyozva veszik figyelembe, így alakul ki egy-egy versenyző végleges pontszáma. A legtöbb pontot elért versenyző jut be a legjobb 15 közé. A szavazó országot az IP-címek alapján állapítják meg.
Példa: Norvégia versenyzőjére Kanadából 200-an szavaznak, az ő szavazataik átlaga 6 pont, míg Norvégiából 800-an szavaznak Norvégiára, átlagban 8 ponthoz juttatva a versenyzőt. Ezután Kanada (6) és Norvégia (8) pontjait ismét átlagolják, így alakul ki a norvég versenyző végleges 7 pontja.

### A színpad
A döntő színpadának felépítésén 600 ember dolgozott. A színpad megtervezői John Shaffner és Joe Stewart, a színpadkép fő dizájneleme São Paulo hídjára, az Oliveira-hídra utal.

## A felkészülés

### Augusztus 21-27.
A versenyzők augusztus 21-22-23-án érkeznek meg São Paulóba, ahol egy ötcsillagos szállodában laknak a felkészülés ideje alatt.
A versenyzők érkezésük után a szállodába mennek, majd részt vesznek a Registration & Fitting procedúrán, ahol regisztrálniuk kell a versenyre, igazolni személyazonosságukat, és ekkor kapják meg azt a hivatalos szalagot is, melyre az országuk neve van felírva, és amely szalagot a verseny során végig viselniük kell, a döntő előtti rendezvényeken, fotózásokon és magán a döntőn is. A szalagot ettől az évtől digitális nyomtatási technikával készítették el, ezt megelőzően évtizedekig hímzett szalagokat viseltek a versenyzők, de ezek előállítása túl sokba került. A Registration & Fitting procedúrán választják ki a versenyzők a rendelkezésre álló kollekcióból azt a koktélruhát, amit a fotózásokon illetve a döntőn viselnek. Ezeknek a ruháknak a szabása azonos, csupán a színben és egy-egy részletükben térnek el egymástól. Ugyanekkor készül el a hagyományosan Fadil Berisha által készített fotósorozat, mely a versenyzőket mutatja be fürdőruhában és estélyi ruhában, valamint egy adott téma köré épített fotón. A fotók a verseny hivatalos honlapján, a versenyzők egyéni adatlapján lesznek közzétéve.
Mind a 89 versenyző részt vett a São Paulo polgármestere által, a tiszteletükre szervezett fog dáson.
Augusztus 25-én szabad programot szerveztek a versenyzők számára, egy csoportjuk (köztük Magyarország) a Diquinta night clubba látogathatott el, míg egy másik csoport a Mamma mia! musicalt tekinthette meg az Abril Színházban.
Néhány sajtóesemény is lezajlott eközben, négy versenyző (Brazília, Venezuela, Kína és Fülöp-szigetek) az Operation Smile program keretében a Sao Luiz kórházba látogatott el a jelenlegi Miss Universe, Jimena Navarrete társaságában, néhány versenyző (Turks- és Caicos, Fülöp-szigetek, Dominikai Köztársaság, Angola, Guam, Kazahsztán, Grúzia, Ciprus, Csehország, Kína, Koszovó, Haiti) pedig a helyi sajtó számára szervezett interjún vett részt.
Augusztus 26-án a versenyzők két csoportja meghívást kapott a Julio Prestes kulturális központban tartott kórus-próbára illetve a Rosas de Ouro szambaiskolába.
Az összes versenyző részt vett 27-én a Sâo Paulo-i lovasklubban rendezett lóversenyen.

### Augusztus 28-szeptember 3.
Ebben az időszakban a versenyzők változatos programokon vettek részt.
Egy csoportjuk augusztus 28-án főzésleckéket vett Renato Reinas séftől az Atelier Gourmand-ban. Ugyanaznap minden versenyzőt meghívtak a The Society klubba, partira.
29-én néhányan kerékpározni mehettek az Ibirapuera Parkba. Húszan közülük részt vettek a GT Itaipava Brasil autóversenyen. Több versenyző (köztük a magyar induló), meghívást kapott egy vacsorára az Arola Vintetres étterembe, mely Sao Paulo egyik neves szállodájában található.
A versenyzők egy nagyobb csoportja két csapatra osztva lejátszott egy barátságos futballmérkőzést a Pacaembu Stadionban. A két csapat, a "Golden Girls" (Brazília, Kajmán-szigetek, Costa Rica, Dánia, Ausztrália, Guyana, Guam, Honduras, Finnország, Kanada, Brit Virgin-szigetek), és a "Glamazons" (Lengyelország, Mexikó, Turks- és Caicos-szigetek, Írország, Malajzia, Dél-Korea, St. Lucia, Ukrajna, Németország, Új-Zéland, Tanzánia), összecsapásából az előbbiek kerültek ki győztesen, 3-0-ra verve a Glamazonokat. A gólszerzők Costa Rica (kétszer) és a Brazília (egyszer) voltak. A meccs játékvezetője a világbajnok brazil Cafu volt.
Minden versenyző meghívást kapott a Clube de Campo-ba, ahol lovagolhattak, úszhattak, vagy fotózáson vehettek részt.
Mindeközben az olasz versenyzőt két napra kórházba szállították, ennek okáról a szervezők nem adtak tájékoztatást.
Több versenyző, a Miss Universe Organization elnöke, Paula Shugart társaságában felkereste az Escola de Moda divatiskolát. 6 versenyző lehetőséget kapott rá, hogy meglátogassa a Rede Bandeirantes médiacég központját. Ez a cég a Miss Universe 2011 verseny brazil főszervezője.
29-én a Miss Universe hivatalos YouTube csatornáján közzétették a versenyzőkkel készített rövid interjúkat, amik már több éve hagyománynak számítanak a versenyen. Az idei év kérdései: "Hisz-e Ön abban, hogy más bolygókon is van élet?", "Milyen előnyeik vannak a nőknek a férfiakkal szemben?" és "Milyen állat lenne Ön szívesen és miért?"
Több vidámabb, szabadabb programon is részt vehettek a versenyzők: meglátogatták a Guarujá Beachet, szórakozni hívták őket a Royal Clubba, és megnézték a Sao Paulo-i futball múzeumot.
Augusztus 31-én a brazil, a venezuelai, a francia, az argentin, az ausztrál, a kínai, a Fülöp-szigeteki, az angolai és a portugál versenyző részvételével sajtótájékoztatót tartottak, ahol a versenyzőktől többek között a plasztikai műtétekről alkotott véleményüket kérdezték, valamint érdeklődtek, hogy hogyan készültek a versenyre. Válaszaik szerint a legtöbben angol nyelvleckéket vettek, és olyan technikákat gyakoroltak, amikkel jó benyomást lehet tenni a zsűrire.
Szeptember első napjaiban a versenyzők meglátogatták a Mercado Municipal de Sao Paulo piacot, ebéden vettek részt egy steakhouseban. Meglátogattak több múzeumot is.
Egy rendezvény keretében a versenyzők az összes magukkal hozott, jótékonysági célra felajánlandó emléktárgyat az Aliança de Misericórdia szervezetnek adományozták.
Szeptember 2-án az összes versenyző egy gálavacsorán vett részt, melyet Sao Paulo kormányzója, Geraldo Alckmin rendezett a tiszteletükre a kormányzói palotában.
Szintén szeptember 2-án megkezdődtek a próbák a szeptember 12-én tartandó döntőre. A próbák során a versenyzők színpadi koreográfiákat tanulnak.

### Szeptember 4-11.
A verseny Előválogatóját (Presentation Show) szeptember 8-án tartották meg. Ezen mind a 89 versenyző felvonult fürdőruhában és estélyi ruhában, valamint részt vett (2 nappal korábban) egy interjún. A kapott pontszámok alapján jut tovább 15 versenyző a középdöntőbe, 1 versenyző pedig az internetes szavazáson kerül be a legjobb 16 közé. A továbbjutókat a szeptember 12-i döntőn hirdetik ki.
Szeptember 4-én tették közzé a hírt, hogy a verseny társtulajdonosa, Donald Trump egyéb elfoglaltsága miatt nem lesz ott a döntőn. Ez utoljára 2005-ben fordult elő. 2006 óta Trump fenntartotta magának a jogot, hogy néhány versenyzőt ő jelöljön a legjobb 15 közé. Szeptember 5-én a MUO bejelentette, hogy a minden versenyen szokásos Nemzeti Viselet bemutató ebben az évben nem tartják meg. Ugyanakkor a tévénézők láthatnak a döntő során egy előre felvett bemutatót, melyen a versenyzők bemutatják a magukkal hozott nemzeti viseletüket, de a Nemzeti Viselet-díjat (National Costume Award) nem osztják ki.
Szeptember 4-én a versenyzők rögtönzött divatbemutatót tartottak a The Week nevű melegbárban. 5-én egy újabb szambaiskolát, az Unidos de Vila Mariát látogatták meg. A szeptember 8-ai Előválogató után újabb sajtótájékoztatót tartottak a versenyzők részvételével, amin a nemzetközi sajtó is megjelent.

### A versenyzők értékelése
A szépségversenyiparban mértékadó internetes portálok és a sajtó szerint a verseny első napjaiban a győzelemre illetve a középdöntőbe jutásra esélyes országok között tartották számon Angolát, Ausztráliát, Kanadát, Kínát, Costa Ricát, Görögországot, Magyarországot, Koszovót, Malajziát, Mauritiust, Paraguayt, Spanyolországot, Trinidad és Tobagót, Ukrajnát és az Egyesült Államokat.
A verseny második hetének elején továbbra is továbbjutásra esélyesnek tartották Angolát, Ausztráliát, Kínát, Costa Ricát, Magyarországot, Koszovót, Malajziát, Trinidad és Tobagót, Ukrajnát és az Egyesült Államokat, de Kanada, Görögország Mauritius, Paraguay és Spanyolország helyére új esélyesek kerültek be: Aruba, Franciaország, Izrael, Nicaragua és a Fülöp-szigetek.
Az elődöntőre való felkészülés során az esélyesek névsora is változott: Angola, Aruba, Ausztrália, Kína, Costa Rica, Finnország, Franciaország, Görögország, Izrael, Malajzia, Nicaragua, Fülöp-szigetek, Oroszország, Spanyolország, Ukrajnak és az Egyesült Államok számítottak a legjobbak közé. A listára újként került fel Finnország és Oroszország versenyzője, a görög és a spanyol jelölt visszatért, míg a magyar, a koszovói és a Trinidad és Tobagó-i versenyző már nem szerepel rajta.

## Az előválogató
Az Előválogatót (Presentation Show vagy Preliminary Competition) szeptember 8-án tartották meg. Helyszíne a Credicard Hallban volt, azon a színpadon, amin a döntő is zajlik majd.
Az előválogató során a 89 versenyző előbb egyenként bemutatkozott, elmondva nevét, életkorát és azt, hogy melyik országból jött. A bemutatkozás után következett az estélyi ruhás, majd a fürdőruhás bemutató. Ezen bemutatók alatt a show két műsorvezetője (egyikük Jimena Navarrete, a még regnáló Miss Universe), minden versenyzőről mondott néhány mondatot, bemutatva hobbijukat, terveiket.
Az előválogató zsűrije ezen felvonulások és a szeptember 6-7-én lezajlott személyes interjúk alapján döntötték el, ki a 15 továbbjutó. A továbbjutók nevét a szeptember 12-i döntőn hirdették ki.
Az elővlogató zsűrije eltér a döntő zsűrijétől. Ennek az az oka, hogy el kívánják kerülni azt, hogy a döntő csak díjkiosztó legyen. A zsűri tagjai::
- Ana Paula Junqueira,
- BJ Coleman – amerikai újságíró és televíziós személyiség
- Francesca Romana, olasz ékszertervező
- Jimmy Nguyen,
- Lara Spotts, üzletasszony
- Scott Lazerson
- Mattheus Mazzafera

Korábban a zsűri a tagjaként nevezték meg Alvaro Garnero brazil üzletembert is, de miután külön megbeszélésen fogadta Miss Kínát és menedzserét, a többi versenyző és menedzsereik tiltakozására kivették a zsűri tagjai közül.
A show-műsor alatt a hazai (brazil) versenyző színpadralépésekor a nézők egy része hangos fújolással fejezte ki nemtetszését a versenyző iránt. Ennek az volt az oka, hogy a brazil versenyző, Priscila Machado hazai győzelme vitatott volt, mert a Miss Brazil Universe verseny megnyerése után több topless fotó látott róla napvilágot, amiket ő és menedzserei egymásnak ellentmondóan próbáltak megmagyarázni. A szabályok értelmében Machadot meg kellett volna fosztani címétől és más jelöltet küldeni a világversenyre, azonban ez nem történt meg, jelentkezését a Miss Universe Organization is elfogadta. Sok néző, rajongó és szakember szerint is ez rossz példát mutat a versenyre később jelentkezni akaró fiatal nőknek.
Az Előválogatón osztották ki a Miss Photogenic (Miss Fotogén), illetve a Miss Congeniality díjakat. Ezek nyertesei Svédország illetve Montenegró versenyzői lettek.

## A döntő
A döntőt szeptember 12-én tartják meg. A döntő kezdetén, a 89 versenyző bemutatkozása után hirdetik ki a 15 továbbjutó nevét. Ők az élő közvetítés során újra felvonulnak fürdőruhában és estélyi ruhában. Mindegyik kör után 5-5 versenyző kiesik, az utolsó, interjú körig öten jutnak el. Az interjú után hirdetik ki a helyezetteket és a győztest, fordított sorrendben.

### A zsűri
A szeptember 12-i döntő zsűrije:
- Hélio Castroneves, brazil Indy Car Series autóversenyző
- Amelia Vega, a Miss Universe 2003 győztese
- Vivica Fox, színésznő
- Connie Chung, amerikai újságíró
- Adrienne Maloof
- Isabeli Fontana, modell
- Lea Salonga, színésznő

## Eredmények

### Végeredmény
| Helyezés           | Versenyző |
| ------------------ | --- |
| Miss Universe 2011 | Angola – Leila Lopes |
| 2. helyezett       | Ukrajna – Olesszia Sztefanko |
| 3. helyezett       | Brazília – Priscila Machado |
| 4. helyezett       | Fülöp-szigetek – Samcey Supsup |
| 5. helyezett       | Kína – Luo Zi Lin |
| Top 10             | - Ausztrália – Scherri-Lee Biggs - Costa Rica – Johanna Solano - Franciaország – Laury Thilleman - Panama – Sheldry Saez - Portugália – Laura Goncalves                       |
| Top 16             | - Kolumbia – Catalina Robayo - Koszovó – Aferdita Dreshaj - Hollandia - Kelly Weekers - Puerto Rico – Viviana Ortiz - USA – Alyssa Campanella - Venezuela - Vanessa Goncalves |

### Különdíjak
| Díj                   | Versenyző                     |
| --------------------- | ----------------------------- |
| Miss Congeniality     | Montenegró - Nikolina Lončar  |
| Miss Photogenic       | Svédország - Ronnia Fronstedt |
| Best National Costume | Panama - Sheldry Saez         |

## Versenyzők
A döntőn 89 ország vesz részt. A nemzeti döntőket 2010. szeptember és 2011. július között tartották meg.
| Ország                    | Név                               | Cím                                     | Életkor | Magasság |
| ------------------------- | --------------------------------- | --------------------------------------- | ------- | -------- |
| Albánia                   | Xhesika Berberi                   | Miss Universe Albania                   | 24      | 172      |
| Amerikai Virgin-szigetek  | Alexandrya Evans                  | Miss Universe US Virgin Islands         |         |          |
| Angola                    | Leila Lopes                       | Miss Angola                             | 24      | 179      |
| Argentína                 | Natalia Rodriguez                 | Miss Universo Argentina                 | 21      | 174      |
| Aruba                     | Gillian Berry                     | Miss Aruba                              |         |          |
| Ausztrália                | Scherri Lee Biggs                 | Miss Universe Australia                 | 20      | 175      |
| Bahama-szigetek           | Anastagia Pierre                  | Miss Bahamas Universe                   | 22      | 177      |
| Belgium                   | Justine de Jonckheere             | Miss Belgium                            | 18      |          |
| Bolívia                   | Olivia Pinheiro                   | Miss Bolivia                            | 27      | 177      |
| Botswana                  | Larona Motlatsi Kgabo             | Miss Universe Botswana                  |         |          |
| Brazília                  | Priscila Machado                  | Miss Brasil                             | 25      | 180      |
| Brit Virgin-szigetek      | Sheroma Hodge                     | Miss British Virgin Islands             | 25      | 175      |
| Chile                     | Vanessa Ceruti                    | Miss Universe Chile                     | 25      | 178      |
| Ciprus                    | Andri Karantoni                   | Star Cyprus                             | 18      | 170      |
| Costa Rica                | Johanna Solano                    | Miss Costa Rica                         | 20      | 175      |
| Curaçao                   | Evalina van Putten                | Miss Curaçao Universe                   | 18      | 181      |
| Csehország                | Jitka Nováčková                   | Česká Miss                              | 18      | 175      |
| Dánia                     | Sandra Hamad                      | Miss Universe Denmark                   | 21      | 175      |
| Dél-afrikai Köztársaság   | Bokang Montjane                   | Miss South Africa                       |         | 175      |
| Dominikai Köztársaság     | Dalia Fernandez                   | Miss Republica Dominicana               | 21      | 173      |
| Ecuador                   | Claudia Schiess                   | Miss Ecuador                            | 20      | 173      |
| Egyesült Királyság        | Chloe-Beth Morgan                 | Miss Great Britain Universe             | 25      | 171      |
| Egyiptom                  | Sara El-Khouly                    | Miss Egypt Universe                     | 22      | 173      |
| Salvador                  | Mayra Aldana                      | Nuestra Belleza El Salvador             | 24      | 170      |
| Észtország                | Madli Vilsar                      | Miss Estonia                            | 20      | 180      |
| Franciaország             | Laury Thilleman                   | Miss France                             | 19      | 179      |
| Finnország                | Pia Pakarinen                     | Miss Suomi                              | 20      | 170      |
| Fülöp-szigetek            | Samcey Supsup                     | Binibining Pilipinas                    | 24      | 172      |
| Ghána                     | Erica Nego                        | Miss Universe Ghana                     |         |          |
| Görögország               | Iliana Papageorgiu                | Miss Universe Greece                    | 20      | 177      |
| Grúzia                    | Eka Gurtskaya                     | Mis Sakartvelo                          | 24      | 181      |
| Guam                      | Shayna Jo Afaisen                 | Miss Guam Universe                      | 23      | 165      |
| Guatemala                 | Alejandra Barillas                | Miss Universe Guatemala                 | 25      | 180      |
| Guyana                    | Kara Lord                         | Miss Guyana Universe                    | 23      | 173      |
| Haiti                     | Anedie Azael                      | Miss Universe Haiti                     | 22      | 177      |
| Hollandia                 | Kelly Weekers                     | Miss Nederland Universe                 | 21      | 180      |
| Honduras                  | Keylin Suzette Gomez              | Miss Universo Honduras                  | 22      | 170      |
| Horvátország              | Natalija Prica                    | Miss Universe Croatia                   | 22      |          |
| India                     | Vasuki Sunkavalli                 | I Am She                                | 26      | 173      |
| Indonézia                 | Nadine Alexandra Dewi Ames        | Puteri Indonesia                        | 19      | 170      |
| Írország                  | Aoife Hannon                      | Miss Universe Ireland                   | 19      | 178      |
| Izrael                    | Kim Edri                          | Israel's Maiden of Beauty               | 18      | 175      |
| Jamaica                   | Shakira Martin                    | Miss Jamaica Universe                   | 24      | 172      |
| Japán                     | Maria Kamiyama                    | Miss Universe Japan                     | 24      | 168      |
| Kajmán-szigetek           | Cristin Alexander                 | Miss Cayman Islands                     | 23      | 182      |
| Kanada                    | Chelsae Durocher                  | Miss Universe Canada                    | 20      | 176      |
| Kazahsztán                | Valeria Alejnyikova               | Miss Universe Kazakhstan                | 22      | 175      |
| Kína                      | Luo Zi Lin                        | Miss Universe China                     | 24      | 182      |
| Kolumbia                  | Catalina Robayo Vargas            | Señorita Colombia                       | 21      | 174      |
| Dél-Korea                 | So-ra Jung                        | Miss Korea                              | 18      | 171      |
| Koszovó                   | Aferdita Dreshaj                  | Miss Universe Kosova                    | 24      | 183      |
| Lengyelország             | Rozalia Mancewicz                 | Miss Polonia                            | 23      | 175      |
| Libanon                   | Yara Khoury-Mikael                | Miss Lebanon                            | 19      | 176      |
| Magyarország              | Lipcsei Betta                     | Miss Universe Hungary                   | 23      | 172      |
| Malajzia                  | Deborah Priya Henry               | Miss Universe Malaysia                  | 25      | 175      |
| Mauritius                 | Laetitia Darche                   | Miss Mauritius                          | 19      | 175      |
| Mexikó                    | Karín Ontiveros Meza              | Nuestra Belleza México                  | 22      | 180      |
| Montenegró                | Nikolina Loncar                   | Miss Montenegro Universe                | 18      | 178      |
| Németország               | Valeria Bisztritszkaja            | Miss Universe Germany                   | 25      | 175      |
| Nicaragua                 | Adriana de Lourdes Dorn Rodriguez | Miss Nicaragua                          | 24      | 178      |
| Nigéria                   | Sophie Gemal                      | Most Beautiful Girl in Nigeria Universe |         |          |
| Olaszország               | Elisa Torrini                     | Miss Universe Italy                     | 22      | 180      |
| Oroszország               | Natalia Gantimurova               | Misz Rosszija                           |         | 177      |
| Panama                    | Sheldry Nazaret Sáez              | Miss Universe Panama                    | 19      | 171      |
| Paraguay                  | Alba Lucia Riquelme Valenzuela    | Miss Universo Paraguay                  | 20      | 180      |
| Peru                      | Natalie Vertiz                    | Miss Peru Universe                      |         |          |
| Portugália                | Laura Goncalves                   | Miss Universo Portugal                  | 22      | 175      |
| Puerto Rico               | Viviana Ortiz Pastrana            | Miss Universe Puerto Rico               | 23      | 176      |
| Románia                   | Larisa Popa                       | Miss Universe Romania                   | 24      | 175      |
| Saint Lucia               | Joy-Anne Biscette                 | Miss St. Lucia Universe                 | 25      |          |
| Spanyolország             | Paula Guillo Sempere              | Miss España                             | 20      | 181      |
| Srí Lanka                 | Stephanie Siriwardena             | Miss Sri Lanka Universe                 |         |          |
| Svájc                     | Kerstin Cook                      | Miss Schweiz                            | 21      | 180      |
| Svédország                | Ronnia Fornstedt                  | Miss Universe Sweden                    | 20      | 179      |
| Szerbia                   | Anja Šaranović                    | Mis Srbije - 2. helyezett               | 21      | 177      |
| Szingapúr                 | Valerie Lim                       | Miss Singapore Universe                 | 25      | 179      |
| Szlovákia                 | Dagmar Kolesárova                 | Miss Universe Slovenskej Republiky      | 20      | 178      |
| Szlovénia                 | Ema Jagodic                       | Miss Universe Slovenije                 |         |          |
| Thaiföld                  | Chanyasorn Sakornchan             | Miss Thailand Universe                  | 20      | 175      |
| Tanzánia                  | Nelly Kamwelu                     | Miss Universe Tanzania                  |         |          |
| Törökország               | Melisa Asli Pamuk                 | Miss Turkey Universe                    | 20      | 176      |
| Trinidad és Tobago        | Gabrielle Walcott                 | Miss Trinidad and Tobago Universe       | 26      | 168      |
| Turks- és Caicos-szigetek | Easher Parker                     | Miss Turks and Caicos Universe          | 19      | 168      |
| Új-Zéland                 | Priyani Puketapu                  | Miss Universe New Zealand               | 20      | 173      |
| Ukrajna                   | Olesszia Sztefanko                | Miss Ukraine Universe                   | 22      | 177      |
| Uruguay                   | Fernanda Semino                   | Miss Universo Uruguay                   | 18      | 168      |
| USA                       | Alyssa Campanella                 | Miss USA                                | 21      |          |
| Venezuela                 | Vanessa Goncalves                 | Miss Venezuela                          | 24      | 177      |
| Vietnám                   | My Hoang Vu                       | Miss Vietnam Universe                   | 23      | 171      |

### Galéria

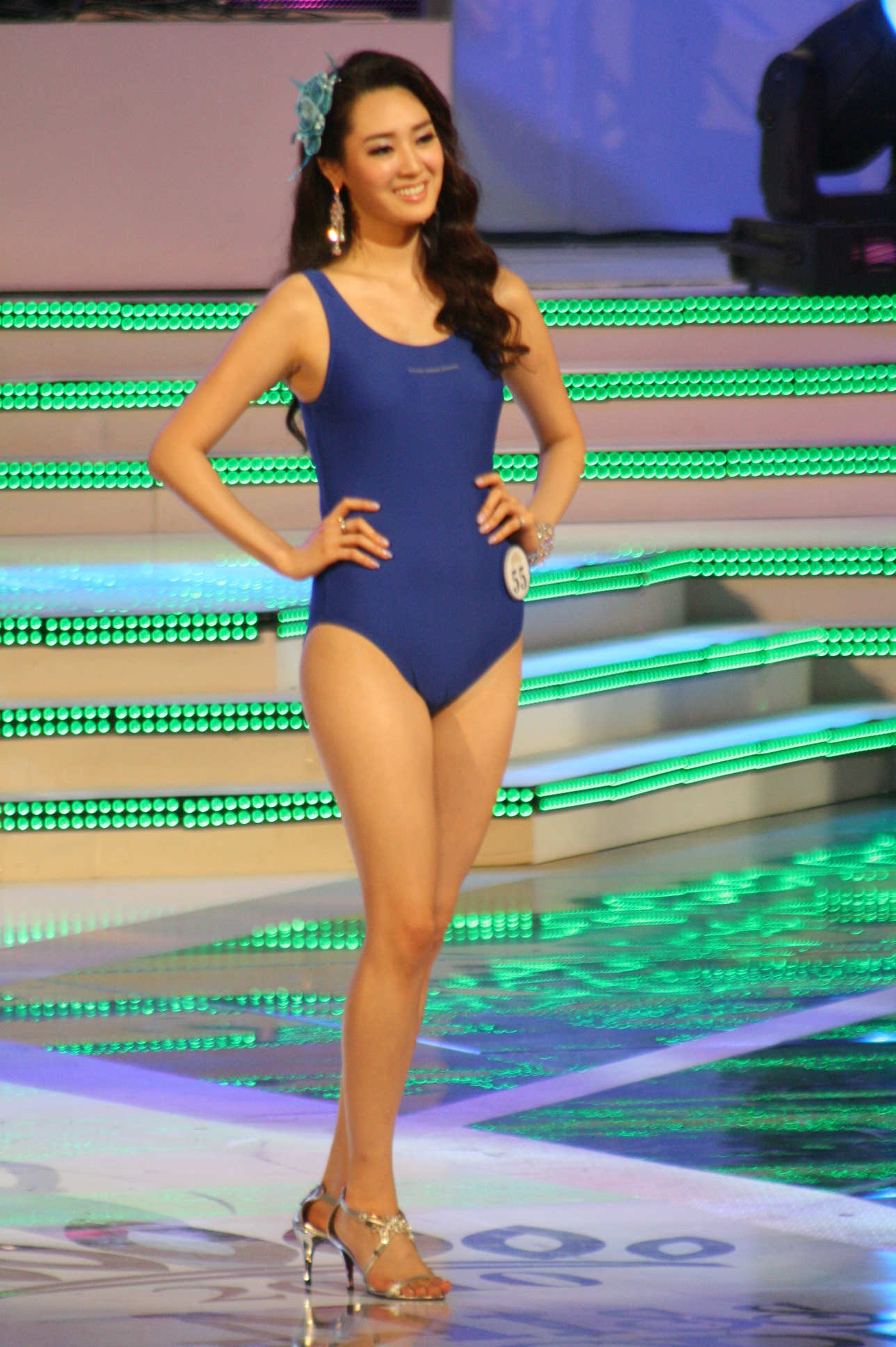
Jung So-ra Korea
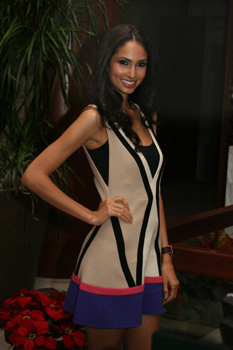
Deborah Priya Henry Malajzia
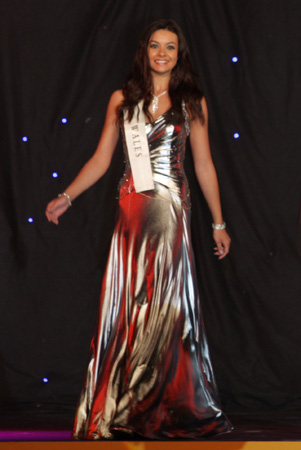
Chloe-Beth Morgan Nagy-Britannia
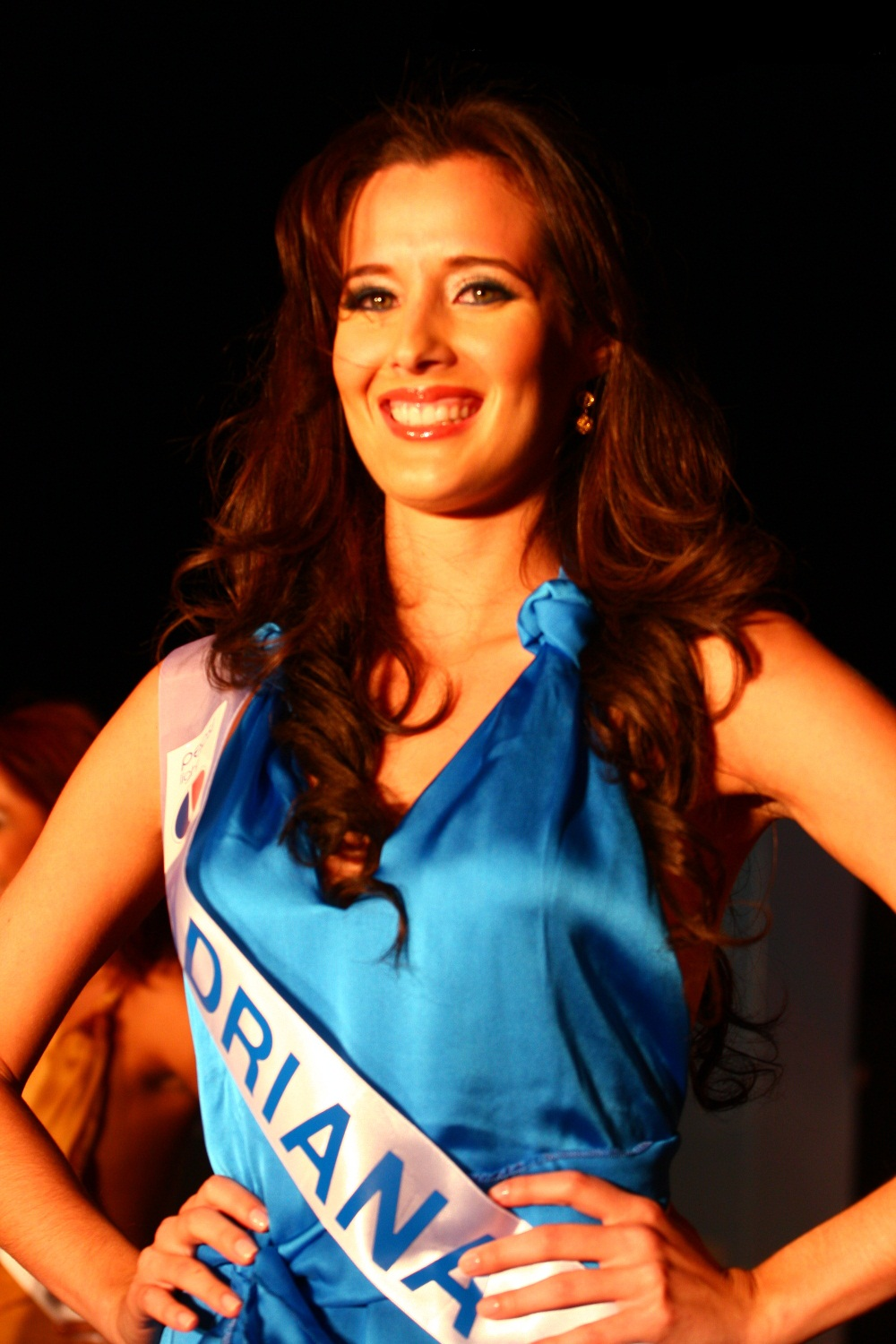
Adriana Dorn Nicaragua
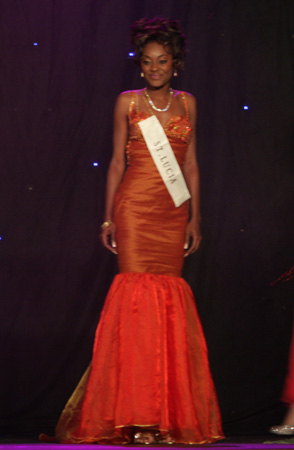
Joy-Anne Biscette St. Lucia
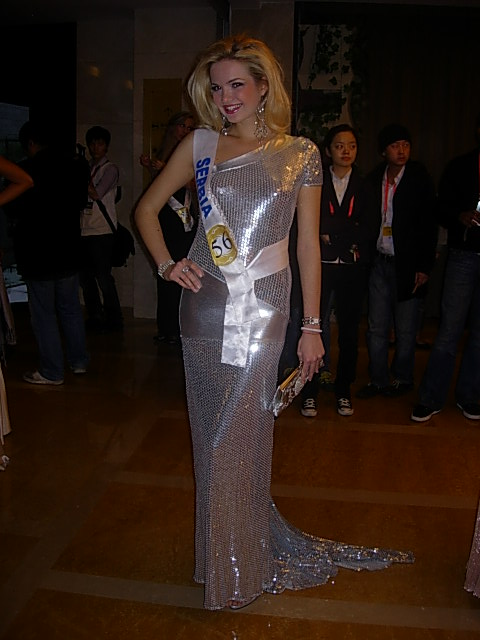
Anja Šaranović Szerbia
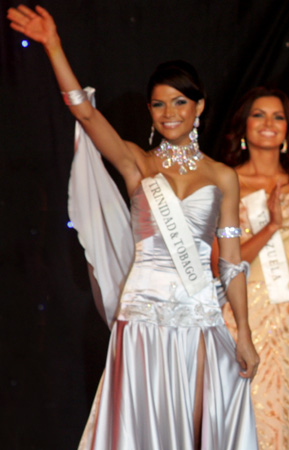
Gabrielle Walcott Trinidad és Tobago
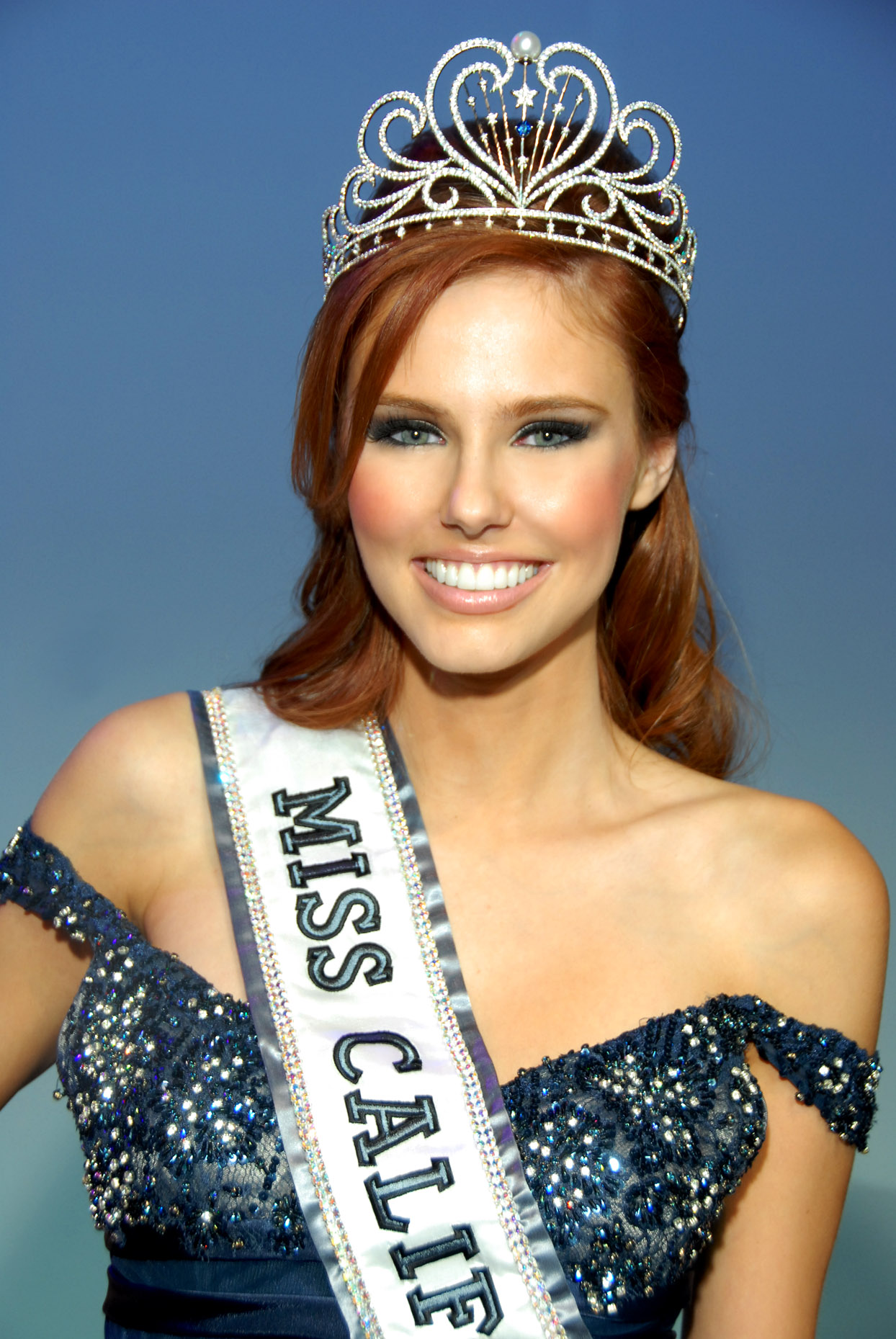
Alyssa Campanella USA

### Visszatérő országok
- Utoljára 2006-ban versenyzett
  -  Chile[154]
- Utoljára 2009-ben versenyzett
  -  Kajmán-szigetek
  -  Montenegró

### Más versenyeken
Néhány versenyző már korábban részt vett más nemzetközi szépségversenyeken:
- Miss World 2011
  -  Mauritius: Laetitia Darche
  -  Dél-afrikai Köztársaság: Bokang Montjane
  -  Belgium: Justine de Jonckheere
  -  Libanon: Yara Khoury-Mikael
- Miss World 2010
  -  Kajmán-szigetek: Cristin Alexander
  -  Egyiptom: Sara El-Khouly
- Miss World 2008
  -  Egyesült Királyság: Chloe-Beth Morgan
  -  Trinidad és Tobago: Gabrielle Walcott (3. helyezett)
  -  Saint Lucia: Joy-Anne Biscett
- Miss World 2007
  -  Malajzia: Deborah Priya Henry (Top 16)
- Miss International 2010
  -  Szerbia: Anja Šaranović (Top 15)
- Miss International 2009
  -  Dél-afrikai Köztársaság: Bokang Montjane
  -  Egyesült Királyság: Chloe-Beth Morgan (3. helyezett)
- Miss Earth 2007
  -  Dél-afrikai Köztársaság: Bokang Montjane (Top 16)

### Visszalépett
- Bolívia: Olivia Pinheiro lemondott a Miss Universe 2011 versenyen való indulási jogáról, miután kétségek merültek fel valódi életkorát illetően. A Miss Bolivia 2010 cím azonban az övé maradt, a nemzetközi versenyen a júniusban megrendezendő Miss Bolivia 2011 verseny győztese fog indulni.[155] 2011 júliusában a Miss Universe szervezői mégis elfogadták a nevezését, mivel az előírt maximális életkort a nemzeti verseny megrendezéséig érheti el a versenyző, így, mivel Pinheiro 2010-ben töltötte be a 26. évét, szabályosan vett részt a versenyben.[73]
- Bonaire Benazir Charles[156] ismeretlen okból visszalépett.
- Curaçao Monifa Jansen[157] nevezését a Miss Universe Organization nem fogadta el, mivel Jansen nem töltötte be a versenykiírásokban szereplő minimális életkort. Helyette Evalina van Putten indul a 2011-es versenyen.[80]
- Salvador: A Nuestra Belleza El Salvador verseny eredeti győztese, Alejandra Ochoa betegség miatt visszalépett a Miss Universe 2011 versenyen való indulástól.[88] Helyette Mayra Aldana vesz részt a rendezvényen.
- Namíbia Odile Gertze[158] ismeretlen okból visszalépett.
- Norvégia ismeretlen okból visszalépett.
- Zambia ismeretlen okból visszalépett.